# Thermonectus zimmermani
Thermonectus zimmermani är en skalbaggsart som beskrevs av Goodhue-mcwilliams 1981. Thermonectus zimmermani ingår i släktet Thermonectus och familjen dykare. Inga underarter finns listade i Catalogue of Life.